# Bespokojnoe khozjastvo
Bespokojnoe khozjastvo (russisk: Беспокойное хозяйство, da.: ~Uroligt landsted) er en sovjetisk komediefilm fra 1946 produceret af Mosfilm. Filmen er skuespilleren Mikhail Sjarovs debut som instruktør.
Filmen handler om en ung mand og en ung kvinde, der under anden verdenskrig sendes til tjeneste på et ganske særligt sted. Der viser sig at være en falsk flyveplads, der skal aflede tyske flys opmærksomhed fra den nærliggende rigtige flyveplads. 

## Medvirkende
- Ljudmila Tselikovskaja som Antonina Kalmykova
- Aleksandr Grave som Tikhon Ogurtsov
- Mikhail Sjarov som Semibab
- Vitalij Doronin som Ivan Kroshkin
- Jurij Ljubimov som Jacques Larochelle